# 465-я ракетная бригада
465-я раке́тная брига́да — подразделение вооруженных сил Беларуси. Место дислокации штаба — г. Осиповичи.

## История
1 сентября 1988 года в Барановичах была сформирована 465-я ракетная бригада.
З апреля 2005 года бригада дислоцируется в д. Цель.
На её вооружении находится современный ракетный комплекс «Точка», предназначенный для поражения целей и объектов в тактической (оперативно-тактической) глубине. Комплекс является высокоточным оружием — круговое вероятное отклонение от цели составляет 50 метров, а дальность поражения — до 120 км.
В октябре 2003 года соединение было награждено вымпелом Министра Обороны «За доблесть и мужество», проявленные особым составом бригады при проведении комплексного оперативного учения «Чистое небо-2003», в следующим по результатам участия в учении «Щит Отечества-2004» — вторым.